# Over the Garden Wall (1934)
Over the Garden Wall é um filme de comédia romântica produzido no Reino Unido, dirigido por John Daumery e lançado em 1934.